# Chambon-sur-Cisse
Chambon-sur-Cisse è un ex comune francese di 735 abitanti situato nel dipartimento del Loir-et-Cher nella regione del Centro-Valle della Loira. Si è allegato al nuovo comune di Valencisse dal 1° gennaio 2017.

## Società

### Evoluzione demografica
Abitanti censiti